# Флэк, Одри
Одри Флэк (англ. Audrey Flack; 30 мая 1931 — 28 июня 2024) — американская художница, скульптор и фотограф, пионер жанра фотореализм.
Её работы выставлены в нескольких крупных музеях мира. Её фотореалистичные картины стали первыми картинами в этом жанре, приобретенными Музеем современной искусства для постоянной коллекции.

## Образование

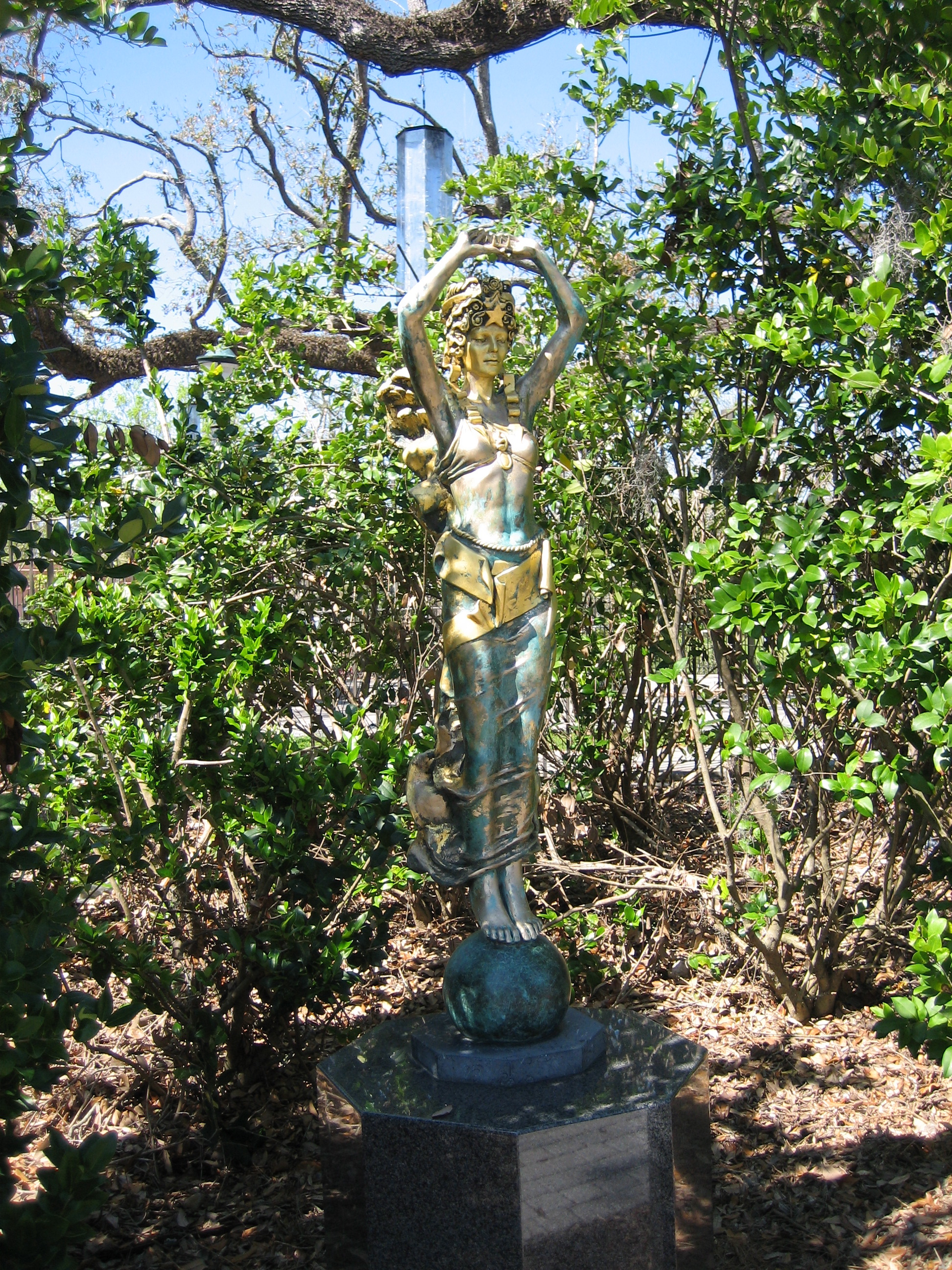
Скульптура, сделанная Флэк, в Нью-Йорке

Флэк окончила Высшую школу музыки и искусства в Нью-Йорке. Она изучала изобразительное искусство с 1948 по 1953, одним из её учителей был Джозеф Альберс. Одри обладает несколькими учеными степенями, в том числе обычной и почётной докторскими степенями Cooper Union и степенью бакалавра изобразительных искусств Йельского Университета. Она также изучала историю искусств в Нью-Йоркском университете.
В 1982 году университет Cooper Union наградил её медалью. Флэк также получила несколько почетных докторских степеней разных университетов.

## Творчество
Ранние работы Флэк (1950-е годы) были выполнены в стиле абстрактного экспрессионизма, а также ироничного китча. Однако в 1960-х Флэк постепенно пришла к новому реализму, а затем к фотореализму. Отчасти её обращение к фотореализму было вызвано желанием достичь более тесного взаимодействия со зрителями. В 1966 году Флэк стала первой художницей-фотореалисткой, чьи картины вошли в постоянную коллекцию Нью-Йоркского музея современного искусства. С 1976 по 1978 год она создала серию картин под названием Vanitas, в том числе свою известную работу «Мэрилин».

Известный критик Роберт Морган писал о работах Флэк: «она взяла знаки снисхождения, красоты и эксцесса и превратила их в символ желания, тщетности и эмансипации». 

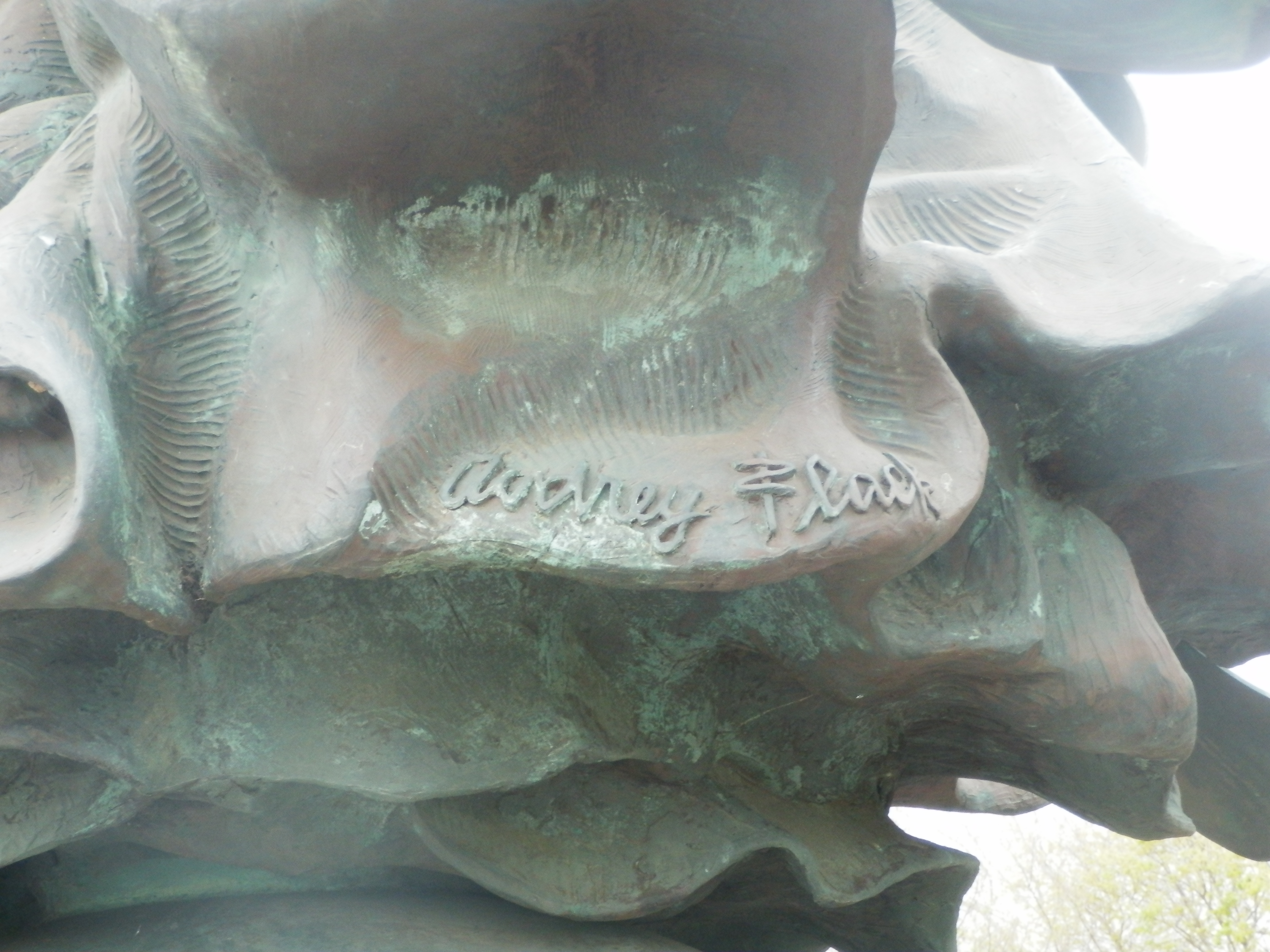
Подпись Флэк на бронзе

В начале 80-х Флэк перешла к скульптуре. Сама она описывает эту перемену стремлением к «чему-то солидному, реальному, осязаемому. Чему-то, что можно держать и за что можно держаться». В отличие от своих картин, в которые она включает повседневные и исторические элементы, в своих скульптурах она чаще обращается к мифам и религиозным темам.
В 1989 году Одри написала книгу Art & Soul: Notes on Creating, в которых выразила своим мысли о том, что значит быть художницей.
Работы Флэк выставлены в нескольких ведущих музеях, в том числе в Национальной галерее Австралии, Музее американского искусства Уитни, Музее Соломона Гуггенхейма и Метрополитен-музее.

## Фотореализм
Флэк наиболее известна своими картинами в стиле фотореализма. Она была одной из первых, кто стал использовать фотографию как основу для картины. Этот жанр, включающий в себя элементы поп-арта, основан на изображении реального и обыденного, от рекламы до автомобилей и косметики. Флэк изображает предметы повседневного домашнего обихода, такие как губная помада, флаконы с духами, фрукты и т. д. Эти предметы нарушают или заполняют пространство картины, которое часто представляет собой натюрморт. Часто объектом её картин являются женщины, а иногда Флэк обращается к реальным историческим событиям, например, Второй мировой войне и убийству Кеннеди.

## Выставки
- 2017 "Audrey Flack: Master Drawings from Crivelli, " Hollis Taggart Galleries.
- 2015—2016 "Heroines: Audrey Flack’s Transcendent Drawings and Prints, " Williams Center Galleries, Lafayette College; The Hyde Collection Art Museum & Historic House, Glens Falls; The Butler Institute of American Art, Youngstown,.
- 2015 "Audrey Flack: The Abstract Expressionist Years, " Hollis Taggart Galleries.
- 2012 «Audrey Flack: Sculpture, 1989—2012,» Garth Greenan Gallery.
- 2010 "Audrey Flack Paints a Picture, " Gary Snyder Gallery.
- 2007 "Daphne Speaks: An Exhibition of Sculpture and Master Workshop Prints, " University of North Dakota.
- 2007 "Audrey Flack: Abstract Expressionist, " Rider University Art Gallery.
- 2007 "Plasters and Disasters — Audrey Flack’s Recent Sculpture, " Kingsborough Community College.
- 2002 «Drawings, Watercolors and Sculptures — Responses to 9/11,» Vered Gallery.
- 2001 "Plein Air Watercolors and Drawings, " Bernaducci-Meisel Gallery.
- 1999 "Icons of the 20th Century, " Savannah College of Art and Design.
- 1998 "Audrey Flack — New Work, " Louis K. Meisel Gallery.
- 1996 "Daphne Speaks, " Guild Hall Museum.
- 1996 "Amor Vincit Omnia, " Art Museum of Western Virginia.

## Смерть
Одри Флэк скончалась 28 июня 2024 года в Саутгемптоне, штат Нью-Йорк, в возрасте 93 лет. До неё скончался её муж Роберт Маркус, у неё остались две дочери, Ханна и Мелисса.